# Sébastien Hatton
Pour les articles homonymes, voir Hatton.
Sébastien Hatton (né le 16 juillet 1972 à Chartres,) est un coureur cycliste français, principalement actif dans les années 1990.

## Biographie
Ancien membre de l'USM Olivet puis du VS Chartres, Sébastien Hatton intègre la réserve de la formation Aubervilliers 93-Peugeot en 1996. Il passe professionnel dans cette équipe en 1997, après y avoir été stagiaire. Bon sprinteur, il se classe deuxième d'une épreuve de la Mi-août bretonne et d'une étape au Tour du Japon. Il termine également troisième de la dernière étape du Tour de l'Avenir. 
Non conservé par ses dirigeants, il redescend chez les amateurs en 1999.

## Palmarès
- 1992
  - Champion de la région Centre de cyclo-cross espoirs
- 1993
  - 2e du Prix de la Saint-Laurent
- 1995
  - 2e du Grand Prix de Fougères
  - 3e de Paris-Ézy
- 1996
  - Tour de la Haute-Marne :
    - Classement général
    - 3e étape

  - Flèche Charente limousine
  - 3e du Grand Prix de Pérenchies
- 1997
  - 2e du Prix Xavier Louarn